# Most Obrenovac—Surčin
Most Obrenovac—Surčin je drumski most u Beogradu koji povezuje opštine Obrenovac i Surčin. Most je deo „Sremske gazele“ koja spaja Obrenovac sa petljom Dobanovci na Evropskom putu E70.

## Istorijat i izgradnja
Most je na u početku projektovan kao nosač toplovoda od Termoelektrane Nikola Tesla do Novog Beograda i kao takav je počeo da se gradi 1995. godine. Projekat je nekoliko puta menjan, a prva promena desila se već 1997. godine. Ova izmena dodaje mostu funkciju transporta tenkova i druge vojne tehnike. Kasnijim izmenama most se planira i za ostali drumski saobraćaj. 1998. godine, zbog nedostatka finansijskih sredstava, svi radovi koje je započela gradska uprava na čelu sa Nebojšom Čovićem kao gradonačelnikom, bivaju obustavljeni. Bombardovanje Jugoslavije 1999. godine dodatno je smanjilo izvesnost da će most biti završen. U narednih dvanaest godina na mostu se radi sporadično, uglavnom na već postavljenoj čeličnoj konstrukciji i na sanaciji jednog od stubova koje je oštetila barža. Inicijativom gradonačelnika Dragana Đilasa 2011. godine su oživljeni radovi. Most je završen u planiranom roku i otvoren je za saobraćaj 1. decembra 2011. godine.

## Položaj
Most Obrenovac-Surčin je jedini most na Savi od Šapca do Ostružnice, deonici dugoj 70 kilometara. Obrenovački krak polazi od Termoelektrane Nikola Tesla A, a Surčinski iz progarskog atara. Sa obrenovačke strane se gradi pristupni deo do puta R101 Obrenovac-Ub-Valjevo, a sa surčinske strane je izgrađen pristupni put do Boljevaca, odnosno regionalnog puta 267, čime se ostvaruje veza sa Surčinom. Završetkom „Sremske gazele“ sa mostom će direktno biti povezan i Progar, a preko njega Bečmen i Petrovčić.

## Tehničke karakteristike
Most je širok 14.5 i dug 627.8 metara i sastoji se iz dva dela:
- Čelični deo mosta je dug 446,5 metara. Sastoji se od čeličnih rešetkastih konstrukcija sistema proste grede, raspona 2 x 51 + 51,5 + 101,5 + 141 + 50,5 metara, ukupno 446,5. Rešetke su sklapane na obali, a zatim plovnom dizalicom montirane na most.
- Deo od armiranog betona se nalazi na progarskoj strani i ukupne je dužine 181,3 metra, raspona 19,7 + 8 x 20,2.

Celokupna konstrukcija oslonjena je na šesnaest stubova temeljenih na HW šipovima prečnika 1.2 i 1.5 metara. Na sredini mosta nalaze se dve saobraćajne trake, a sa strane po jedna pešačka staza i mesto za toplovodne cevi.

## Značaj i efekti izgradnje mosta
Izgradnjom mosta skraćeno je vreme putovanja između dve opštine sa jednog časa na deset minuta. Završetkom „Sremske gazele“ severozapadna Srbija i Obrenovački kraj će biti direktno spojeni sa auto-putem E70 i aerodromom Nikola Tesla. Završetkom mosta ponovo je aktuelizovana ideja izgradnje daljinskog sistema grejanja toplom vodom iz TE Nikola Tesla, koja je i bila prvobitni razlog izgradnje mosta, a napuštena je posle obustave radova devedesetih godina

## Galerija slika
- Armirano betonska konstrukcija na progarskoj strani
- Pogled na most iz Progara